# Bromelia humilis
Espèce
Classification phylogénétique
Synonymes
- Bromelia lasiantha Willd. ex Schult. & Schult.f.
- Bromelia lasiantha Willd. ex Mez
- Karatas humilis (Jacq.) E.Morren
- Karatas lasiantha (Willd. ex Schult. & Schult.f.) Harms
- Madvigia humilis (Jacq.) Liebm. ex Antoine
- Nidularium humile (Jacq.) Regel

Bromelia humilis est une espèce de plante de la famille des Bromeliaceae, originaire d'Amérique du Sud principalement du Venezuela d'où pour certaines publications, elle serait endémique.

## Synonymes
- Bromelia lasiantha Willd. ex Schult. & Schult.f.[1],[2] ;
- Bromelia lasiantha Willd. ex Mez[1] ;
- Karatas humilis (Jacq.) E.Morren[1],[2] ;
- Karatas lasiantha (Willd. ex Schult. & Schult.f.) Harms[1],[2] ;
- Madvigia humilis (Jacq.) Liebm. ex Antoine[1],[2] ;
- Nidularium humile (Jacq.) Regel[1].

## Distribution
L'espèce serait endémique du Venezuela mais se rencontrerait également à Trinité-et-Tobago mais éteinte à Aruba.

## Description
L'espèce est hémicryptophyte.